# Rantoul (Kansas)
Pour les articles homonymes, voir Rantoul.
La ville de Rantoul est située dans le comté de Franklin, dans l’État du Kansas, aux États-Unis. Sa population s’élevait à 184 habitants lors du recensement de 2010, estimée à 171 habitants en 2017.

## Histoire
Le premier bureau de poste est ouvert en 1862. La localité est née en hommage au sénateur des États-Unis pour le Massachusetts Robert Rantoul, Jr. (en).

## Démographie
| Groupe            | Rantoul | Kansas | États-Unis |
| ----------------- | ------- | ------ | ---------- |
| Blancs            | 96,7    | 83,8   | 72,4       |
| Afro-Américains   | 0,5     | 5,9    | 12,6       |
| Autres            | 2,7     | 10,3   | 15,0       |
| Total             | 100     | 100    | 100        |
|                   |         |        |            |
| Latino-Américains | 2,7     | 10,5   | 16,7       |

Selon l'American Community Survey, pour la période 2011-2015, 97,41 % de la population âgée de plus de 5 ans déclare parler l'anglais à la maison, alors que 2,59 % déclare parler le français.